# Riptide
 (janvier 2024).
Pour l’article homonyme, voir Riptide (film).
Riptide est une série télévisée américaine constituée d'un pilote de 90 minutes et de 55 épisodes de 47 minutes. Créée par Stephen J. Cannell et Frank Lupo, elle a été diffusée entre le 3 janvier 1984 et le 22 avril 1986 sur le réseau NBC.
En France, la série a été diffusée à partir du 23 avril 1986 dans A fond la caisse jusqu'au 28 mars 1991 sur La Cinq. Et rediffusé du 18 juillet 1993 au 3 septembre 1993; puis du 25 juillet 1994 au 2 septembre 1994; enfin du 15 juillet 1997 au 5 septembre 1997 sur France 2. Rediffusion sur RTL9, AB1 et AB4.

## Synopsis
Cody Allen et Nick Ryder, vétérans du Viêt Nam, décident d'ouvrir une agence de détectives privés à bord d'un bateau, le Riptide, amarré à la marina de King Harbor, en Californie. Les deux hommes s'adjoignent l'aide de Murray « Boz » Bozinsky, un brillant scientifique, créateur du robot Roboz, lui aussi ancien du Viêt Nam, pour résoudre leurs enquêtes.
Nick pilote un hélicoptère Sikorsky S-58T vieillissant, Mimi (The Screaming Mimi), pétaradant, rose, avec une bouche dessinée sur l'avant. Il conduit aussi une Corvette rouge tandis que Cody a un bateau rapide (The Ebbtide) que les détectives utilisent pour leurs enquêtes. Murray les aide avec de nombreux gadgets, mais lors des scènes d'action, il les laisse se débrouiller. Les héros sont régulièrement harcelés et moqués par Quinlan, le lieutenant de police local.

## Distribution
- Joe Penny (VF : José Luccioni) : Nicholas « Nick » Ryder
- Perry King (VF : Patrick Poivey) : Cody Allen
- Thom Bray (VF : Jean-Pierre Leroux) : Murray « Boz » Bozinsky
- Jack Ging (VF : Denis Boileau) : Lieutenant Ted Quinlan jusqu'à l'épisode 8 de la saison 3 (Requiem for Icarus). Saison 3: épisodes: 1-2-3-5-7-8.
- Ken Olandt : Dooley (saison 2 jusqu'à l'épisode 19 The twisted cross).
- June Chadwick (VF : Anne Rochant) : Lieutenant Joanna Parisi ; à partir de l'épisode 10 de la saison 3 (Lady killer). Saison 3: épisodes: 10-11-12-13-19-20-21-22.
- Geena Davis : Melba, la sœur de Boz (S1 E12 Les maraudeurs). On reparle beaucoup d'elle dans l'épisode Arrivederci, Baby (S2 E21)

## Épisodes

### Première saison (1984)
1. Riptide (Pilot) 90 minutes (avec Marla Heasley)
2. Conflits (Conflict of Interest) (avec Gianni Russo)
3. On a tué le plus grand crétin d'Amérique (Somebody's Killing The Great Geeks of America) (avec Paul Eiding)
4. Un sale boulot (Hatchet Job) (avec Deborah Shelton)
5. L'Amant terrible (The Mean Green Love Machine) (avec Mary-Margaret Humes)
6. Les diamants qui tuent (Diamonds Are For Never) (avec John Anderson)
7. Un cas difficile (The Hardcase) (avec William Smith)
8. Les Mousquetaires (Four-Eyes) (avec Stepfanie Kramer)
9. Une balle de trop (#1 With A Bullet) (avec Edward Winter)
10. Papa d'outre-mer (Long Distance Daddy) (avec David Graf)
11. Doublez votre plaisir (Double Your Pleasure) (avec Dennis Franz)
12. Les Maraudeurs (Raiders of the Lost Sub) (avec Geena Davis ; Marsha Warfield ; Steven Keats)
13. Une histoire louche (Something Fishy) (avec Christopher McDonald)

### Deuxième saison (1984-1985)
1. Où sont les filles (Where The Girls Are) (avec Daphne Ashbrook ; Alex McArthur ; Claudia Christian ; Juliana Donald ; Don Stark ; J. Warren Davis ; Charlie Dell et George Clooney) Musique des Beach Boys
2. L'Orangeraie (The Orange Grove) (avec Kurtwood Smith)
3. Une bonne prise (Catch of the Day) (avec Christopher Stone ; Tricia O'Neil ...)
4. Mirage (Mirage) avec Kabir Bedi, Wendy Kilbourne, Randolph Powell, Jacqueline Scott, Adam Ageli.
5. La Boîte à bip (Beat The Box) (avec Ray Wise)
6. La Fête des pères (Father’s Day) (avec Dennis Haysbert ; Henry Kingi)
7. Soyez loyal avec votre collège (Be true to your school) avec Sam J. Jones, Arthur Rosenberg, Gerard Prendergast, Bart Braverman, Howard George, Barbara Whinnery, Charles Guardino, David Kagen, Mark Harrison. Chanson des Beach Boys "Be true to your school."
8. Drôle d’affaire (It’s a vial sort of business) avec Alan Fudge, Joe Dorsey, Clarence Gilyard Jr, Jason Bernard, Kim Hamilton, Vince McKewin, Fil Formicola, Ken Wright, James Andronica.
9. Peter Pan est vivant et se porte bien (Peter Pan Is Alive And Well) (avec Fionnula Flanagan ; Jonathan Perpich; Peter Brown; Thomas mac Greevy; Lynn Herring; Beth Miller...)
10. Une chance inespérée (Catch a Fallen Star) (avec Edith Fellows)
11. Échec et mat (Gams People Play) (avec Gene Rayburn)
12. Prisonnier de guerre (Prisoner of War) (avec Glynn Turman) ; Nancy Stafford; Anthony James;
13. Baxter et Boz (Baxter and Boz) (avec John Astin)
14. La Malédiction de Mary Aberdeen (Curse of the Mary Aberdeen) (avec Richard Lynch) ; Bert Freed ; Jack Riley; John Sanderford; Wolfe Perry...
15. Les Copains de Boz (Boz Busters) (avec Mitchell Ryan) ; Rosalind Cash; Cathie Shirriff; Joseph Chapman; Robert Symonds...
16. Les jeux sont faits (Oil bets are off) (avec Joanna Johnson) ; Seth Jaffe; Castulo Guerra; Shawn Southwick; Tony Goodstone; Guy Christopher; J Bill Jones; Teri Hafford.
17. Voleuses de charme (Girls night out) avec Belinda Montgomery ; Lenore Kasdorf; Jeannetta Arnette; James Cromwell; Mark Schneider; Milt Oberman, Richard Forrest, le chien Popeye as Bucky.
18. L'Explication (Polly Want An Explanation) avec William Russ (Mc Pherson); Robin Riker ( Gloria); John McLiam ( EG Shoe); Richard McGonagle; Phil Rubenstein; Gary Wood; Bob Larkin...
19. La Croix tordue (The Twisted Cross) (avec Jere Burns; Robert Gray; Katherine Cannon; Randy Norton; Millie Slavin; Cameron Thor; Corkey Ford; Christopher Michael Moore; Eugène Williams...
20. Vision floue (Fuzzy Vision) (avec Jan Sterling); Kevyn Major Howard; Bill McKinney; Lynn Hamilton; Woody Eney; Arnold Johnson; Natalie Masters.
21. Une affaire bidon (Arrivederci, Baby) avec Cesar Romero as Angelo Guirilini; Dana Elcar; Ava Lazar as Giovanna; Russell Todd as Tony; Glenn Morrissey; Cece Bullard; Steve La Hanzi; Brad English; Nick Cavanaugh; James Andronica.
22. L'introuvable harmonie (Harmony and Grits) avec Francine York ; Lee Bryant; Lyle Alzado; Dean Wein; Peter Jason; Christopher Thomas; Kathryn Skatula; Robert Kim...

### Troisième saison (1985-1986)Nouveau générique.
1. Un meurtre qui refait surface (Wipe Out) (avec Richard Hatch); Simone Griffeth; Suzanne Snyder; Ted Neeley... Dans cet épisode, musique des Beach Boys.
2. Trente-six heures jusqu’à l'aube (Thirty-Six Hours ’Til Dawn) (avec Cristina Raines) ; Michael MacRae; Stewart Moss; Castulo Guerra; George Clifton...
3. Échec à l'ordinateur (Does Not Compute) (avec Larry Linville) ; Nicholas Pryor ; Tracy Reed ; Sharon Barr ; Johnny Lee...
4. Les Chaussettes écossaises (The Bargain Department) (avec Robert Walker Jr.); Kate Charleson; Thom McFadden; Bill Cort; George Solomon; Jan Merlin; Sol Trager...
5. La vitamine qui extermine (Who Really Watches The Sunset?) (avec Darleen Carr); Harvey Vernon; Paul Willson; Daryl Anderson...
6. Question piège (Still goin’ steady) avec Kay Lenz ; Michael Lombard; James Carroll Jordan; Johnny Mountain.
7. Robin des Bois (Robin and Marian) avec Walter Olkewicz; Michael Champion ; Miriam Flynn; Frank Ramirez; Geno Silva ; Rex Ryon; Scott Nemes; Gabriel Damon; Olivia Burnette; Suzanne Dunn. Cet épisode est ponctué de passages du film "Les Aventures de Robin des Bois" avec Errol Flynn, 1938.
8. Vol au-dessus d'un nid de requins (Requiem for Icarus) (avec Clu Gulager) ; Lisa Denton; Carl Franklin; Carl Strano; Gus Corrado... Quinlan meurt à la fin de cet épisode.
9. Permission exceptionnelle (Home for Christmas) (avec James Whitmore) ; Ken Swofford; James David Hinton; Fred Holliday; Hugh Gillin; Anne Belamy; Stephen Liska.
10. Meurtre au féminin (Lady Killer) avec Robin Strand; Eli Marder; Brian Matthews ...
11. La Peur du feu (A matter of policy) (avec Kim Darby) ; Richard Sanders; James F Kelly; John S Ragin; Deborah Voorhees; Patricia Sherick...
12. La Fiancée du mafioso (The wedding bell blues) (avec Al Ruscio); Richard Lewis; Paul Lambert; Molly Fontaine; Arthur Taxier; James Purcell; Christian LeBlanc; James Staley; Mark Habit (as Jaime); Leeza Gibbons (elle-même comme présentatrice). Invités au mariage : des acteurs sosies de Mr T, Dolly Parton et Michael Jackson.
13. Un coca pour Cody (The Frankie Kahana Show) (avec Charles Tyner) ; Andy Bumatai; Cal Bellini; Jeri Gaile; Jineane Ford- Passolt; Harold Ayer; Nathan Jung; Al Leong; Janet Roblatt; Frank Wagner.
14. Clins d'œil (Smiles we left behind) 90 minutes (avec Jane Badler) ; Anna Bjorn; Joel Brooks; Christopher Pennock; Rosalind Chao; George Kee Cheung; Ben Slack; Scott DeVenney; BJ McAllister; Norman Lee Harris; Richard Partlow... L'intrigue se situe à San Francisco.
15. Le Pirate et la Princesse (The Pirate and the Princess) avec Cesar Romero; Ava Lazar; Stan Haze; Christopher Cary; Warren Berlinger; Russell Todd;  Paul Land; Christopher Neame as Klaus.
16. Une balle peut en cacher une autre (Playing Hardball) (avec Steve Allen); Nicholas Guest; Ray Abruzzo; Linda Tompson Jenner; Barbie Benton; Robert Hanley.
17. Shakespeare inspire (The play’s the thing) avec Robin Riker as Gloria; Terry Kiser; Frances Bay; Gino Conforti ; Bernard Fox ; David Ruprecht ; Joseph Ruskin ; David White ; Adele West.
18. Le Concours (Dead men don’t floss) avec  Dennis Burkley, Musique des Bikers : born to be wild des Steppenwolf.
19. Accident de parcours (Chapel of glass) avec Vincent Bagetta, Michael Lally, Cliff Emmich, R J Bonds, Lewis Dauber.
20. Quand la télé s’en mêle (If you can’t beat ’em, join ’em) avec Danny Wells, Annette Mc Carthy, Richard Greene, Thom Sharp, Al Pugliese. Dans cet épisode, beaucoup de flashback d'anciens épisodes.
21. Mort en liste (Echoes) avec Elinor Donahue, Lonny Chapman, Erik Stern, Linda Hoy, Hap Lawrence, Chuck Lindsly, Jon Locke, Walker Edmiston, Vincent Pantone, Chris Doyle, Trudy Stolz, Cynthia Frost.

## Commentaires
Dans le concept initial, il était prévu que les héros utilisent très souvent leur hélicoptère, mais cet aspect a été rapidement mis de côté pour des raisons économiques et remplacé par des enquêtes plus classiques avec des filatures en voitures.
Le thème principal a été composé par Mike Post et Pete Carpenter.
Un acteur débutant nommé George Clooney joue un second rôle de méchant dans l'épisode "Où sont les filles ?"( S2E1)
Les familles : on ne sait rien pour Nick. On parle régulièrement de la mère de Cody. On sait que Murray a une sœur (joue dans S1E12).
S3E7 Robin des Bois. Cet épisode est ponctué de passages du film "Les Aventures de Robin des Bois" avec Errol Flynn, 1938.
S3E16 : ce sont les mêmes acteurs que dans l'épisode 21 de la saison 2.
S3E18 : On retrouve Gloria de l'épisode 18 de la saison 2. Autre point commun : le sujet du journal est le même dans les 2 épisodes : "des extra-terrestres enlèvent le fils d'Elvis !" ("Extra Terrestrial to have Elvis' baby").
Le robot "Roboz" est très présent dans les saisons 1 et 2 et beaucoup plus rare dans la saison 3.

## DVD
- Zone 1 :
- L'intégrale de la saison 1 est sortie en coffret 3 DVD chez Sony Pictures Home Entertainment le 26 septembre 2006 uniquement en version originale avec sous-titres en anglais[8].
- L'intégrale de la saison 2 est sortie en coffret 5 DVD chez VEI le 30 octobre 2007 uniquement en version originale sans sous-titres ni suppléments[9].
- L'intégrale de la saison 3 est sortie en coffret 5 DVD chez VEI le 12 février 2008 uniquement en version originale sans sous-titres ni suppléments[10].

- Zone 2 :
- Les intégrales de chaque saison sont sorties en Allemagne avec audio allemand et anglais et sous-titres allemand et anglais.
- Sorties DVD prévues en Espagne.
- Sortie  DVD Riptide l'intégrale des 3 saisons le 29 octobre 2024 en version française